# Arawn
En la mitología galesa, Arawn era el rey del reino del otro mundo de Annwn. Aparece de manera prominente en la primera historia de las Cuatro ramas de los Mabinogi y se alude a él en la cuarta. En las tradiciones posteriores, el papel de rey de Annwn se le achaca en gran medida al psicopompo galés, Gwyn ap Nudd, que significa "blanco" (es decir, "invierno"), un posible kenning del nombre real del dios. Sin embargo, la memoria de Arawn se mantiene en un dicho tradicional que aparece en un viejo cuento popular de Cardigan:
Hir yw'r dydd a hir yw'r nos, a hir yw aros Arawn "Largo es el día y larga es la noche, y larga es la espera de Arawn" 
El nombre de Arawn es posiblemente análogo al teónimo continental Arubianus.

## Papel en la tradición galesa

### Las Cuatro Ramas
Las Cuatro ramas de los Mabinogi o Pedair Cainc y Mabinogi son las primeras historias en prosa de la literatura británica, una sola obra en cuatro "ramas" o capítulos (véase Mabinogion, una compilación posterior que con frecuencia las incluye). En la Primera rama de los Mabinogi, Pwyll se tropieza por error con el reino de Annwn y encuentra perros blancos de orejas rojas que están devorando un ciervo. Pwyll aleja a los perros, solo para descubrir que pertenecían a Arawn, el rey de Annwn. Como pago por su fechoría, Arawn le pide a Pwyll que intercambien lugares por un año y un día y que derrote a Hafgan, el rival de Arawn, al final de este tiempo, algo que Arawn ha intentado hacer infructuosamente. Entretanto, Arawn toma el lugar de Pwyll como señor de Dyfed. Arawn y Pwyll se hacen buenos amigos porque cuando Pwyll asumió la forma de Arawn, durmió castamente con la esposa de éste.
La amistad entre los dos reinos se mantiene hasta mucho después de la muerte de Pwyll. En la cuarta rama, Pryderi, hijo de Pwyll y señor de Dyfed ha recibido un regalo de cerdos del otro mundo proveniente de Arawn. Estos cerdos son en algún momento robados a manos de un mago y trickster del reino de Venedotia (Gwynedd), Gwydion fab Don. Gwydion se hace pasar por un bardo y pide de recompensa por sus poemas y música los cerdos que tenía Pryderi. Pryderi le responde que tiene aún un pacto con Arawn y no puede darle los cerdos a nadie. Gwydion entonces engaña a Pryderi para que intercambie los cerdos (ya que el trueque está permitido en el trato con Arawn), lo que en algún momento lleva a que Pryderi invada Gwynedd. En la guerra subsiguiente, Gwydion da muerte a Pryderi en combate singular.
Si bien Arawn está particularmente ausente en las demás ramas de los Mabinogi, algunos académicos afirman que esto se debe que hay porciones faltantes del texto original, y que de hecho Arawn y los eventos de la Primera rama de los Mabinogi llevan directamente al nacimiento del hijo de Pwyll, Pryderi. El razonamiento detrás de la idea de que el nacimiento de Pryderi, resultado de la reunión entre Pwyll y Arawn, no aparezca en el texto original obedece a que mientras que una cuarta parte de los Mabinogi se dedica a hablar sobre el otro mundo místico de Annwn, no se le menciona en las demás ramas de los Mabinogi. Otros académicos discrepan con esta idea, en tanto muchas de estas traducciones más nuevas crean de hecho más problemas dentro de la historia y no están basadas en el Llyfr Gwyn, del cual se tradujeron los Mabinogi.

#### Influencia dentro del Mabinogion
Si bien Arawn es parte integral en la Primera Rama de los Mabinogi, su personaje aparece más como un refuerzo de las tradiciones acerca de Pwyll (y potencialmente de Pryderi) que como un personaje que impacte directamente la historia de las posteriores Ramas de los Mabinogi. El misticismo que ocurre en la totalidad de los Mabinogi aparece por primera vez cuando Arawn y Pwyll intercambian sus cuerpos durante un año.

### Otras leyendas
En el folclore galés, los Cŵn Annwn o "Sabuesos de Annwn" corren por los cielos en otoño, invierno y principios de la primavera. Los aullidos de los perros fueron identificados con los graznidos de los gansos salvajes mientras migran y las presas de los perros son identificadas como espíritus errantes, que son perseguidos hasta Annwn. Sin embargo, no se menciona a Arawn propiamente en estas tradiciones. El mito fue cristianizado posteriormente para describir la "captura de almas humanas y la persecución de las almas condenadas hasta Annwn", y Annwn se equiparó con el "Infierno" de la tradición cristiana.
Algunos escritores, en particular Robert Graves, han escrito acerca de un incidente en el que Amaethon roba un perro, una avefría y un corzo blanco de Arawn, lo que conduce a la batalla de Cad Goddeu (Batalla de los árboles), que Arawn perdió a manos de Amaethon y su hermano, Gwydion. El texto estándar de la 'Cad Goddeu' en el Libro de Taliesin no lo menciona, pero las Tríadas galesas describen la Batalla de Goddeu como una de las "Tres Batallas Fútiles de la Isla de Bretaña ... provocada por la causa de la perra, junto con el corzo y el chorlito", mientras que Lady Charlotte Guest señala en su Mabinogion un relato en la Arqueología Myvyriana respecto a que la batalla "fue a causa de un corzo blanco y de un cachorro; y vinieron del infierno, y Amathaon ab Don los trajo. Y por ello Amathaon ab Don y Arawn, rey de Annwn (el infierno), batallaron. Y había un hombre en esa batalla que no podía ser derrotado a menos que se conociera su nombre; y del otro lado había una mujer llamada Achren, y su grupo no podía ser derrotado a menos que se conociera su nombre. Y Gwydion ab Don adivinó el nombre del hombre".
También se comenta que Arawn es un ave de un tamaño grande, y puede ser vista a la hora de morir. Que este te guía hasta Annwn y después desaparece.

### Influencias en otras obras literarias
En la historia artúrica de Sir Gawain y el Caballero Verde, las interacciones entre Gawain, su anfitrión Bertilak (quien es en realidad el Caballero Verde) y la esposa de este son muy similares a los eventos del encuentro entre Pwyll y Arawn. En este caso, Arawn parece haber sido usado como la base para Bertilak/el Caballero Verde, mientras que Gawain es muy similar a Pwyll. El paralelo entre el Caballero Verde y Arawn se extiende a cómo es tratado el "recién llegado". En las dos historias, la esposa del caballero/Arawn intenta acostarse con el recién llegado, pero los dos recién llegados mantienen su lealtad al caballero/Arawn. En ambas historias, y como resultado de su fidelidad, el recién llegado recibe el favor del caballero/Arawn como recompensa.
El personaje de Arawn señor de la Muerte en la serie Las crónicas de Prydain de Lloyd Alexander se basa en el rey Arawn de los Mabinogi. Sin embargo, muchos de los rasgos del personaje se ven modificados en estas novelas, y Arawn es descrito como un gobernante malvado. Las historias conservan aún la idea de que es rey de Otro Mundo y que está envuelto en una lucha por apoderarse de las tierras de otro rey. En esta historia, Arawn es derrotado por sus enemigos en vez de que se apoderen de su reino como ocurre en los Mabinogi.

### Nombre
Según Koch, el nombre de "Arawn" puede derivarse del nombre bíblico Aarón, el hermano de Moisés, y por tanto podría ser de origen hebreo y significar "exaltado". Gildas había mostrado cómo el nombre "Aarón" se había hecho popular en Gales ya en épocas romanas, y escribió que "Aarón y Iulianus fueron mártires cristianos en Urbs Legionis [la "ciudad de la legión", refiriéndose probablemente a Caerllion-ar-Wysg] en la época del emperador Diocleciano". Un clérigo de nombre Araun en galés antiguo fue testigo de dos actas del año 860 que se conservan en el Libro de Llandaf.
Sin embargo, la asociación de Arawn con la cacería ha llevado a algunos académicos a asociar al personaje con el dios galo Cernunnos.[cita requerida]